# Earl W. Sutherland, Jr.
Earl Wilbur Sutherland, Jr. (Burlingame, Kalifornija, 19. studenog 1915. – Miami, 9. ožujka 1974.), američki fiziolog.
Sutherland je 1971. g. dobio Nobelovu nagradu za fiziologiju ili medicinu za svoje otkriće u vezi mehanizma djelovanja hormona, posebno adrenalina, preko sekundarnih glasnika (kao što je ciklički adenozin monofosfat, cAMP).

## Vanjske poveznice
- (engl.)Nobelova nagrada - životopis